# Гай Клавдий Марцел Младши
Гай Клавдий Марцел Младши (на латински: Gaius Claudius Marcellus; * най-късно 93 г. пр.н.е.; † началото на 40 г. пр.н.е.) e римски политик на късната Римска република от рода на Клавдиите и един от консулите през 50 г. пр.н.е.

## Биография
Потомък е на Марк Клавдий Марцел (консул 222 пр.н.е.).
Гай Младши е приятел на Цицерон и противник на Цезар и изисква прекратяването на неговата служба като управител на Галия. Към края на консулата си Марцел предава на Помпей два легиона.
Марцел е женен за Октавия Младша от 54 или 55 г. пр.н.е., роднина на Цезар. Когато избухва гражданската война, Марцел остава в Италия и се присъединява към Цезар. Марцел прекратява политическата си активност.
След смъртта на Цезар той помага на брата на Октавия, по-късният император Октавиан Август, при борбата му за господство.
Марцел и Октавия имат три деца родени към края на 40-те години пр.н.е. – един син Марк Клавдий Марцел и две дъщери с името Клавдия Марцела, които за да се различават се наричат Клавдия Марцела Старша и Клавдия Марцела Млада. Последната дъщеря се ражда след смъртта на нейния баща. Той е дядо на Публий Квинтилий Вар.
Марцел не трябва да се бърка с неговия братовчед със същото име, консулът през 49 г. пр.н.е.